# David Walton (Schauspieler)

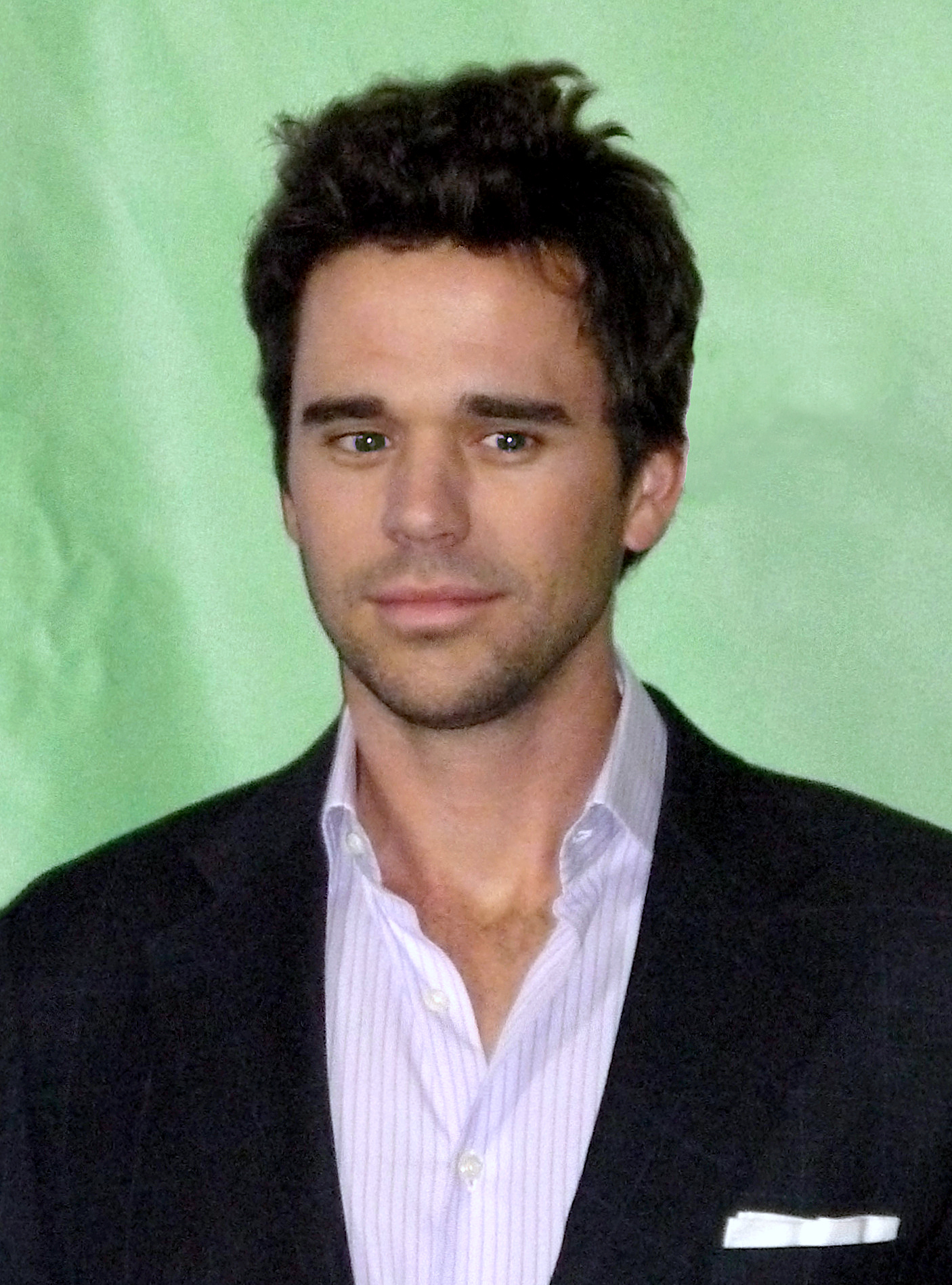
David Walton im Februar 2011

David B. Walton (* 27. Oktober 1978 in Boston, Massachusetts) ist ein US-amerikanischer Schauspieler.

## Leben
Seinen ersten Fernsehauftritt hatte David Walton 2002 in dem Film Fighting Still Life. Von 2004 bis 2008 spielte er in acht Folgen von Cracking Up als Liam Connor mit. Im Jahr 2006 übernahm er in Heist sechs Folgen lang die Rolle des Ricky Watman. 2010 spielte er in allen sechs Folgen der Serie 100 Questions mit. Eine Hauptrolle hatte Walton von 2010 bis 2011 in der Serie Perfect Couples an der Seite von Mary Elizabeth Ellis und Olivia Munn inne. Die Serie wurde jedoch nach der ersten Staffel von NBC eingestellt. In der Serie Bent spielte er im Jahre 2012 die Rolle des Pete Riggins. Von 2012 bis 2013 war er in insgesamt sieben Folgen der Sitcom New Girl in der Rolle des Sams, dem Freund von Jess, zu sehen. von Februar 2014 bis Februar 2015 war er in der Comedyserie About a Boy zu sehen.
Am 18. März 2011 heiratete David Walton die Schauspielerin Majandra Delfino in Miami. Ihr erstes gemeinsames Kind, ein Mädchen, wurde am 14. Juni 2012 in Los Angeles geboren. Im November 2013 kam ihr zweites Kind, ein Junge, in Los Angeles zur Welt.

## Filmografie (Auswahl)
- 2002: Fighting Still Life
- 2004–2006: Cracking Up (Fernsehserie, acht Folgen)
- 2006: The Loop (Fernsehserie, eine Folge)
- 2006: Heist (Fernsehserie, sechs Folgen)
- 2008: Quarterlife (Fernsehserie, fünf Folgen)
- 2009: Fired Up!
- 2009: In Plain Sight – In der Schusslinie (In Plain Sight, Fernsehserie, eine Folge)
- 2010: Burlesque
- 2010: 100 Questions (Fernsehserie, sechs Folgen)
- 2010–2011: Perfect Couples (Fernsehserie, 13 Folgen)
- 2011: Happy Endings (Fernsehserie, eine Folge)
- 2012–2013, 2016, 2017, 2018: New Girl (Fernsehserie, 14 Folgen)
- 2012: Bent (Fernsehserie, sechs Folgen)
- 2013: Ein Kandidat zum Verlieben (The Makeover)
- 2014–2015: About a Boy (Fernsehserie, 27 Folgen)
- 2016: Bad Moms
- 2017: Bad Moms 2 (A Bad Moms Christmas)